# 拉波特里站 (雷恩地铁)
拉波特里站是法国西部城市雷恩的一个地铁车站，位于雷恩地铁A线上，也是线路的终点站，因地处波特里街区而得名。

## 位置
拉波特里站位于雷恩市区的东南部，波特里街区内。铁路股道为东西走向。
拉波特里站为雷恩地铁A线的东南端终点，该站以东为车辆管理中心。

## 设施
拉波特里站站内设有自动售票机及无障碍设施。

## 站台设置
| 北↑ |      |                             |
|     | 侧式 |                             |
|     |      | 约翰·肯尼迪方向（仅上客）←  |
|     |      | → 来自约翰·肯尼迪（仅下客） |
|     | 侧式 |                             |
| 南↓ |      |                             |

## 配套交通

### 城市公共交通
| 拉波特里站附近的公共交通线路 |            |                                |
| 公交车站名称                 | 位置       | 停靠线路                       |
| 拉波特里                     | 地铁站地面 | C2 11 12 13 62 73 75 89 173 ex |
| 1.                           |            |                                |

此外，当地铁线路发生故障或施工时，雷恩交通局可能提供临时摆渡车。

### 社会车辆
拉波特里站附近设有社会车辆停车场。

## 临近车站
| 拉波特里站（La Poterie）       |             |          |
| 上行车站                       | 线路        | 下行车站 |
| 勒布洛讷站 550m ←              | 雷恩地铁A线 | （终点） |
| - 本表仅显示运营中的线路及车站 |             |          |